# Sirens (Dizzee Rascal)
Sirens è un brano musicale del rapper britannico Dizzee Rascal, pubblicato come primo singolo estratto dall'album Maths + English. Il brano, scritto da Dylan Mills, è stato pubblicato il 21 maggio 2007 dalla XL Recordings.

## Tracce
CD singolo
1. Sirens — 3:30
2. Dean — 2:37

7" Vinyl
1. Sirens
2. Like Me

12" Vinyl
1. Sirens
2. Sirens (acapella)
3. Sirens (Chase & Status remix)
4. Sirens (Chase & Status remix instrumental)

## Classifiche
| Classifica (2007) | Posizione più alta |
| ----------------- | ------------------ |
| Regno Unito       | 20                 |